# Násobení skalárem
Násobení skalárem je v matematice jednou ze základních operací definujících vektorový prostor v lineární algebře (nebo obecněji, modul v abstraktní algebře). V intuitivním geometrickém kontextu násobení reálného vektoru kladným reálným číslem mění jeho velikost bez změny jeho směru. Samotný termín „skalár“ je odvozen z tohoto použití: skalár je to, co škáluje (mění velikost) vektorů. Výsledkem násobení vektoru skalárem je vektor, na rozdíl od skalárního součinu dvou vektorů, jehož výsledkem je skalár.

## Definice
Obecně jestliže K je těleso a V je vektorový prostor nad K, pak násobení skalárem je funkce z K × V do V.
Výsledek aplikace této funkce na c z tělesa K a v z vektorového prostoru V označujeme cv.

### Vlastnosti
Pro násobení skalárem platí následující vztahy (vektory jsou v polotučně):
- Aditivita skalárů: (c + d)v = cv + dv;
- Aditivita vektorů: c(v + w) = cv + cw;
- Asociativita součinu skalárů s násobením skalárem: (cd)v = c(dv);
- 1 je neutrální prvek: 1v = v;
- Násobení nulou dává nulový vektor: 0v = 0;
- Násobení −1 dává opačný vektor: (−1)v = −v.

Přitom + je sčítání buď v tělese anebo ve vektorovém prostoru; a 0 je neutrální prvek vůči sčítání v obou.
Zapsání dvou symbolů za sebou znamená buď násobení skalárem nebo operaci násobení v tělese.

## Interpretace
Násobení skalárem může být považováno za externí binární operaci nebo za akci tělesa na vektorovém prostoru. Geometrickou interpretací násobení skalárem je zvětšíní nebo zmenšení vektoru o konstantní faktor.
Můžeme uvažovat speciální případ, kdy V=K; pak násobení skalárem je prostě násobením v tělese.
Když V je Kn, násobení skalárem je ekvivalentní s násobením každé komponenty skalárem a může být i takto definováno.
Stejný přístup lze použít, pokud K je komutativní okruh a V je modul nad K.
K může dokonce být polookruh, ale pak neexistuje inverzní prvek pro sčítání.
Jestliže K není komutativní, lze místo jedné operace „násobení skalárem“ definovat dvě operace – násobení skalárem zleva cv a násobení skalárem zprava vc.